# Altenberg bei Linz
Altenberg bei Linz är en ort och  kommun i Österrike. Den ligger i distriktet Urfahr-Umgebung i förbundslandet Oberösterreich,  150 kilometer väster om huvudstaden Wien. 
Kommunen består av 25 orter (Ortschaften) (inom parentes invånarantal 1 januari 2024):

- Altenberg bei Linz (1 031)
- Donach (242)
- Edt (166)
- Haslach (753)
- Katzgraben (204)
- Kitzelsbach (172)
- Kulm (124)
- Niederbairing (252)
- Niederkulm (9)
- Niederwinkl (227)
- Oberbairing (505)
- Oberkulm (31)
- Oberweitrag (115)
- Oberwinkl (92)
- Pargfried (76)
- Preising (64)
- Ramersdorf (36)
- Schwarzendorf (44)
- Stratreith (201)
- Unterweitrag (121)
- Weignersedt (38)
- Wildberg (2)
- Willersdorf (106)
- Windpassing (87)
- Würschendorf (43)